# Afrocandezea tutseki
Afrocandezea tutseki là một loài bọ cánh cứng trong họ Chrysomelidae. Loài này được Wagner & Scherz miêu tả khoa học năm 2002.